# Żabi Koń
Żabi Koń (niem. Simon-Turm, słow. Žabí Kôň, węg. Simon-torony, 2291 m n.p.m.) – najniższy szczyt w grani oddzielającej Dolinę Rybiego Potoku od Doliny Żabiej Mięguszowieckiej (odgałęzienie Doliny Mięguszowieckiej).
Szczyt usytuowany jest w głównej grani Tatr pomiędzy Rysami (oddzielony Żabią Przełęczą 2224 m) a Żabią Turnią Mięguszowiecką w Wołowym Grzbiecie (oddzielony Żabią Przełęczą Wyżnią 2249 m). Wschodnia grań Żabiego Konia dzieli się na dwa odcinki. Górny z nich (Górny Koń) jest bardziej stromy, dolny jest łagodniejszy i nosi miano Dolnego Konia. Na południową stronę ściany Żabi Koń opada do Kotlinki pod Żabim Koniem, na północną do Kotła pod Rysami. W południowej ścianie znajduje się turniczka o słowackiej nazwie Vežička v Žabom koni.
Jest dobrze widoczny znad Morskiego Oka jako przysadzista, granitowa płetwa. Widziany od wschodu lub zachodu (wzdłuż grani) ma wygląd ostrej iglicy.
Szczyt długo uchodził za zbyt trudny do zdobycia. Wszystkie drogi taternickie prowadzące na niego należą do trudnych (wejść turystycznych na szczyt nie ma). Mimo mało imponującej wysokości Żabi Koń od dawna należy do najpopularniejszych turni tatrzańskich wśród taterników, a jego północna ściana była przez pewien czas uznawana za najtrudniejszą w Tatrach. Od południowej strony ma wysokość 120 metrów, od północnej 150 m.

## Historia zdobycia
- pierwsze wejście ścianą południową – Katherine Bröske i Simon Häberlein, 12 września 1905 r.,
- pierwsze wejście zimowe – Alfréd Grósz i Tibold Kregczy, 26 marca 1913 r.,
- ściana północna, uchodząca wówczas za najtrudniejszą ścianę Tatr, została pokonana przez Bronisława Czecha, Wiesława Stanisławskiego i Lidę Skotnicównę 16 czerwca 1929 r.[5]

Nazwa turni została nadana przez Janusza Chmielowskiego i Klimka Bachledę w 1905 r., kiedy razem z Jędrzejem Marusarzem Jarząbkiem schodzili z Rysów na Żabią Przełęcz. Wówczas turnia była jeszcze nienazwana i niezdobyta. Bachleda określił ją ze względu na wąski i stromy charakter „koniem” (koniem skalnym taternicy nazywają bardzo ostre i przepaściste fragmenty grani), a Chmielowski dodał przymiotnik „Żabi” ze względu na bliskość Żabich Stawów Mięguszowieckich. Klimek Bachleda powiedział wówczas o Żabim Koniu: Jeszcze się taki nie narodził co by na tę turnię wylazł. Następnego dnia Żabi Koń został zdobyty przez Bröske i Häberleina. Tego drugiego upamiętniają niemiecka i węgierska nazwa szczytu.
Na Żabim Koniu zdarzył się pierwszy stricte taternicki wypadek śmiertelny: w roku 1907 pod wierzchołkiem zginął wspinacz z Węgier, Jenő Wachter.

## Taternictwo
O Żabim Koniu Władysław Cywiński pisze: nie imponuje ani wysokością ścian, ani też wysokością bezwzględną. Jest jednak wśród taterników bardzo popularny. Swoją zasłużoną popularność zawdzięcza kształtowi. Jego grań to typowy koń skalny, w widoku z Rysów jest ostra jak żyletka. To właśnie ta ostra grań powodowała, że w początkowym okresie taternictwa wydawał się nie do zdobycia. Jest jednym z nielicznych tatrzańskich szczytów tylko dla wspinaczy skalnych, niemożliwym do zdobycia przez turystę. Jego grań przez wielu taterników jest uważana za najpiękniejszą w całych Tatrach. Jest w nim 11 dróg wspinaczkowych. Dużo łatwiej dostać się na grań Żabiego Konia ze strony południowej (słowackiej) niż północnej (polskiej).
1. Z Żabiej Przełęczy Wyżniej, zachodnią granią; V w skali UIAA, czas przejścia 45 min,
2. Zejście zachodnią granią; II lub III, jeden lub dwa zjazdy, 30 min,
3. Północną ścianą; V, 2 godz.,
4. Droga Golcza-Krystka; II, 1 godz. 30 min,
5. Z Żabiej Przełęczy, wschodnią granią; II, 30 min,
6. Przez gładką płytę; V+, 5 godz.,
7. Diagonala; V, A0, 3 godz.,
8. Droga Häberleina; w dolnej części II lub II, w górnej IV, 1 godz. 30 min,
9. Droga Pokutników; V, 1 godz.,
10. Droga Litvániego; V, Ai, 1 godz. 30 min,
11. Lewą częścią południowej ściany (Droga Narkiewicza); V, 1 godz. 30 min[6].

Wschodniej grani Żabiego Konia wielu taterników przyznaje wyższy stopień trudności niż II. Według W. Cywińskiego jest to spowodowane być może wyjątkową jej ekspozycją i dłuższym ciągiem trudności, faktyczne trudności jednak nie przekraczają II.

## Przypisy

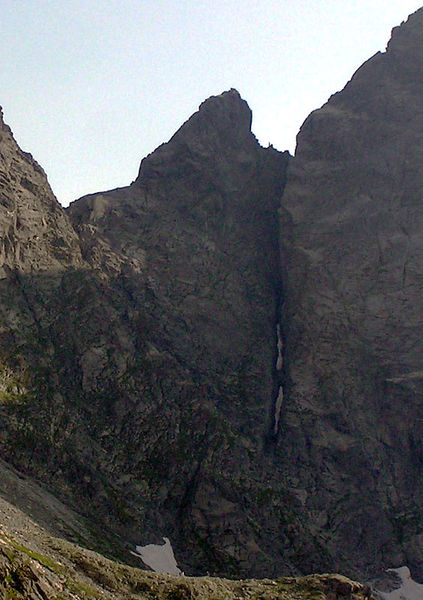
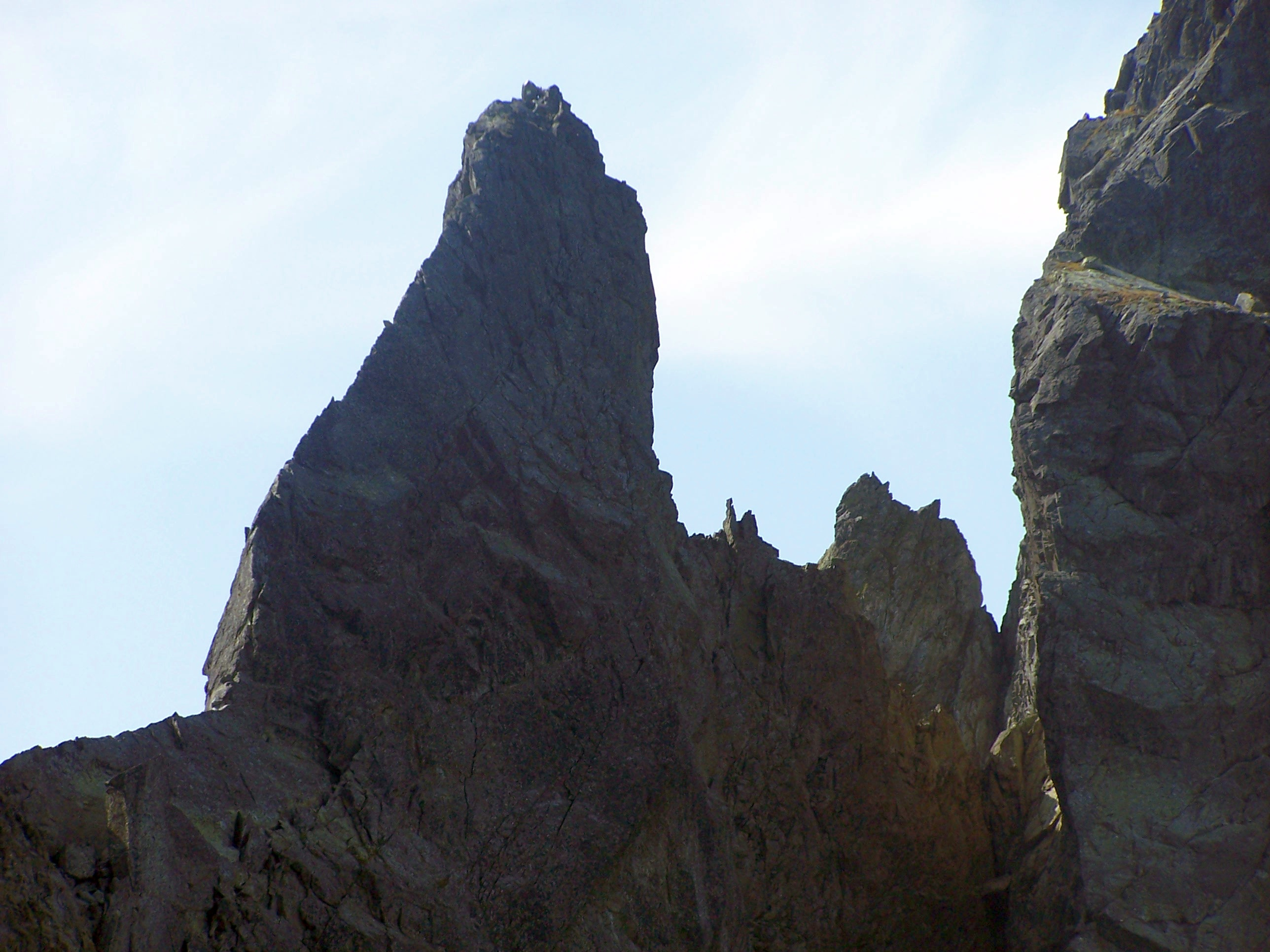
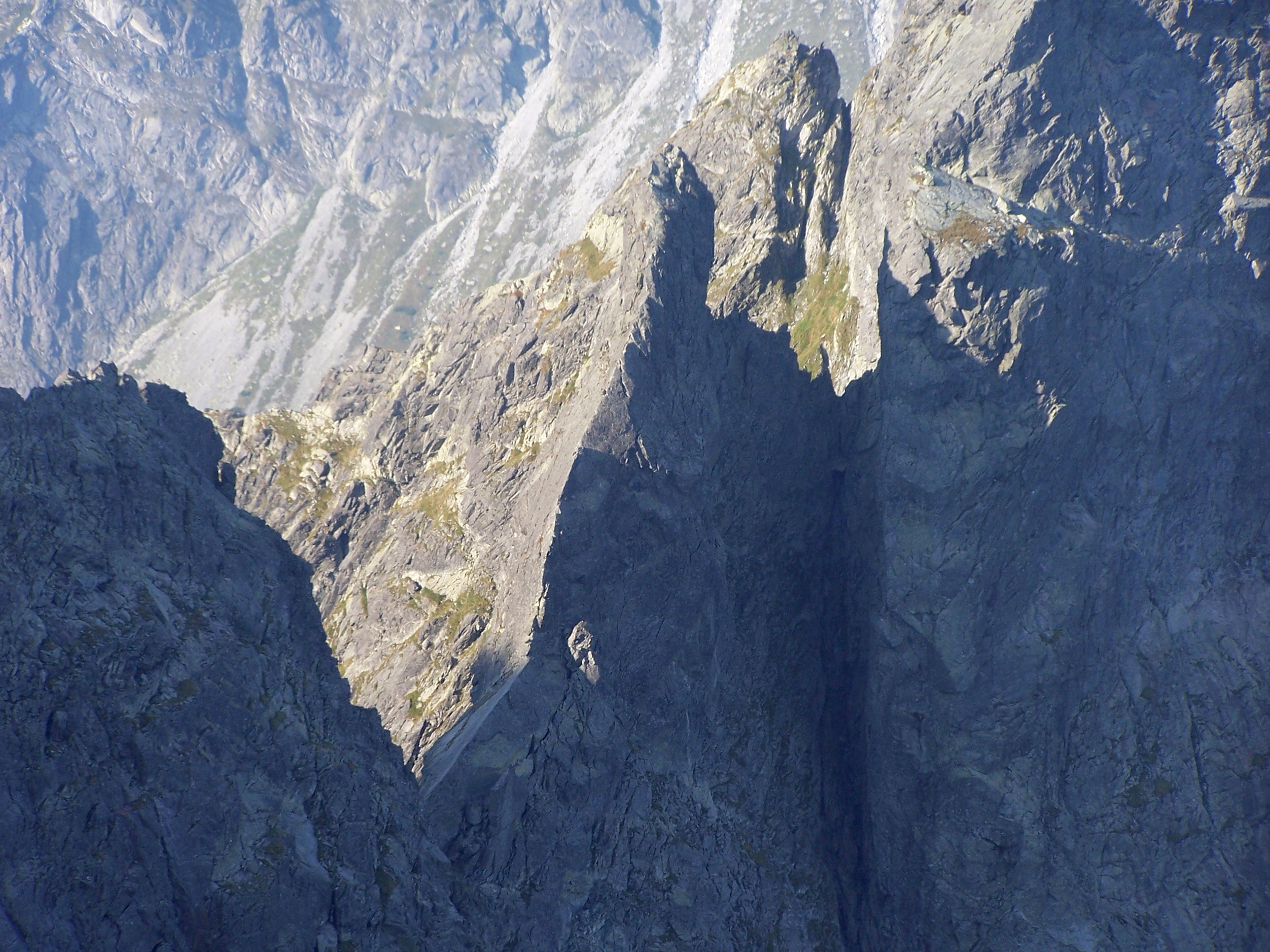
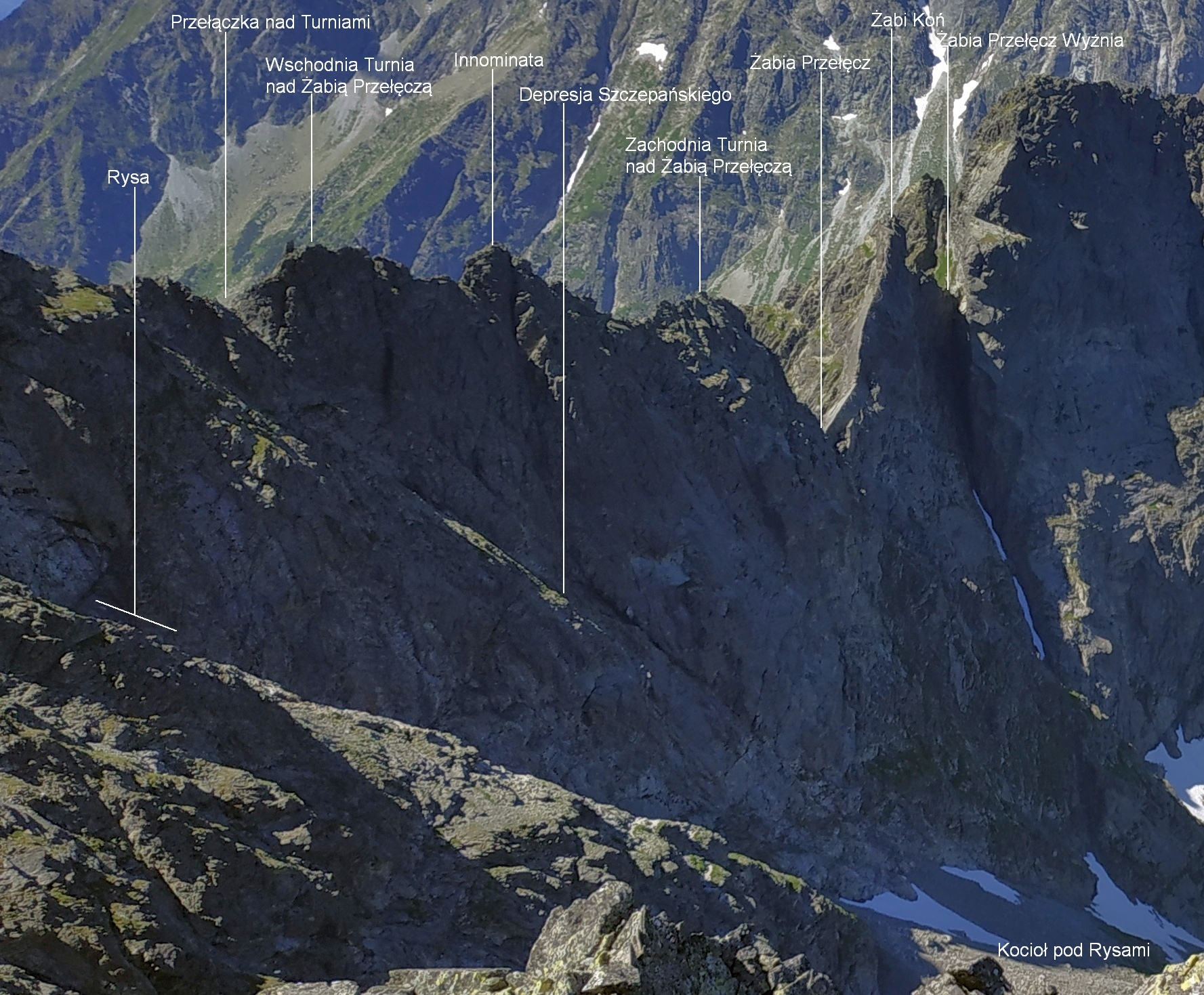
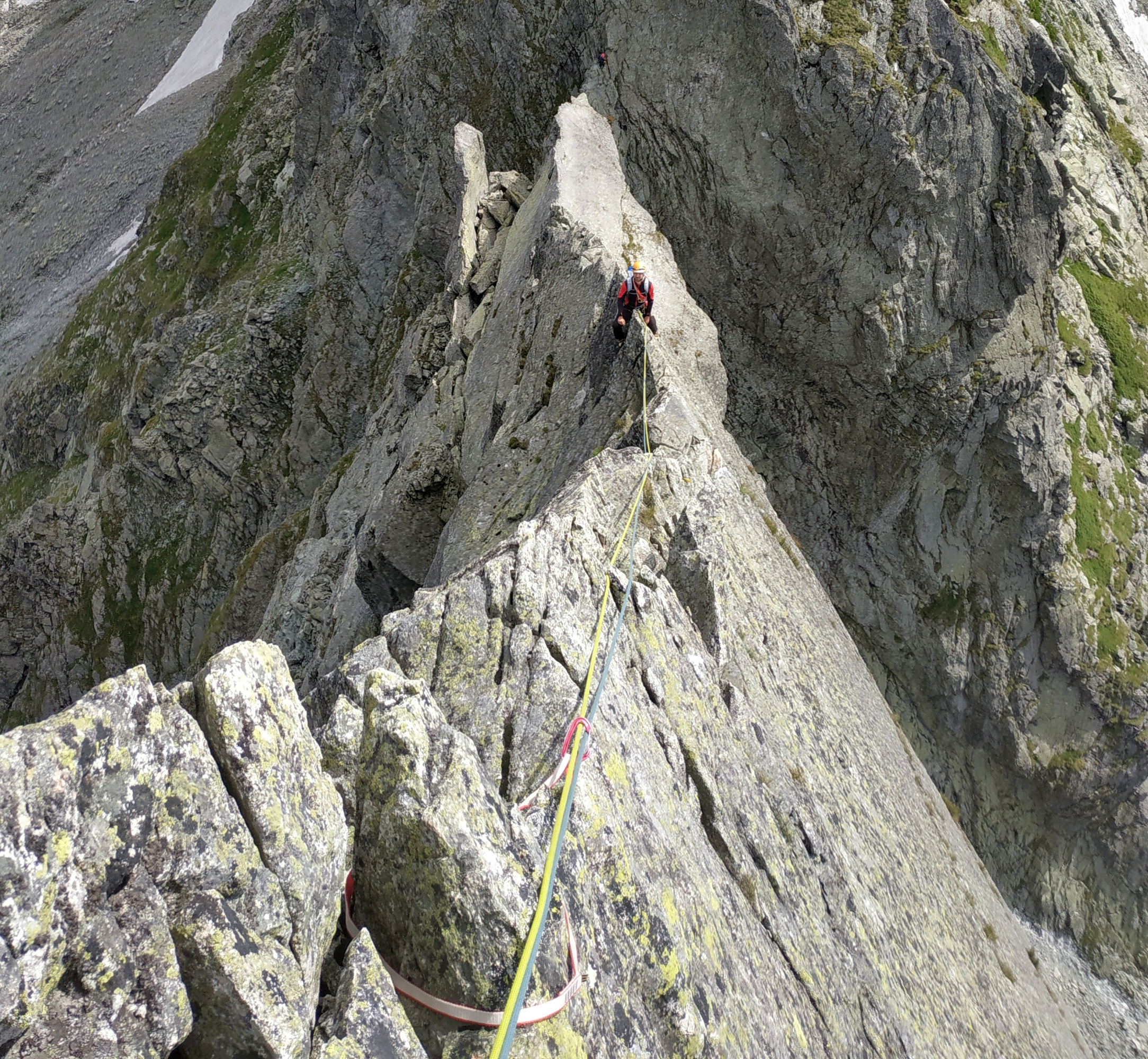